# パリティ対称性の破れ
パリティ対称性の破れ（パリティたいしょうせいのやぶれ、Parity violation）とは、空間反転した（鏡に映した）ときに物理法則が変化すること、または、その様な状態を言う。弱い相互作用が関与して起きることが認められている。
P対称性の破れ、あるいは、パリティ非保存とも。

## 背景
通常、物理現象は空間反転しても変わらない。たとえば、テレビ映像を見たときその被写体が鏡に反射させているかどうかは判別できない。空間反転によって物理法則が変わらないことを「パリティ対称」ないしは「パリティの保存」という。
物体に働く重力相互作用、電磁相互作用、強い相互作用、弱い相互作用の四つの相互作用の中で、パリティ対称性の破れがみられるのは、弱い相互作用についてであり、他の３作用ではパリティ対称性は保存される。普段の人間の目で直接観察できるのは重力相互作用と電磁相互作用のみであり、パリティ対称性が常に保存されると長い間考えられてきた。

## ヤンとリーの予想
1956年にヤン（楊振寧、Chen Ning Yang）とリー（李政道、Tsung-Dao Lee）は、当時説明不可能だったK中間子の崩壊に関する現象を説明するため、弱い相互作用が関与する物理現象ではパリティの対称性が破れると予想した。この予想は、1957年にウー（呉健雄、Wu Chien-Shiung）により、弱い相互作用が関与する物理現象のひとつであるベータ崩壊を観測することで確かめられた。ヤンとリーは、この功績により1957年のノーベル物理学賞を受賞した。

## ウーによる検証
ウーは、放射性核種であるコバルト60を極低温に冷却し、磁場をかけて多数の原子のスピンの方向をそろえた状態で、コバルト60がベータ崩壊して発生するベータ粒子の出る方向を調べた。コバルト60のスピンと同じ方向にベータ粒子がでるベータ崩壊と、その反対方向にベータ粒子がでるベータ崩壊は、空間反転した関係にあり、パリティが保存されているなら、2つの崩壊が起こる確率は同じはずである。
実験の結果、ベータ粒子はコバルト60のスピンと逆方向に多く放出されることが示され、パリティ対称性の破れが起こることが確認された。